# Anthony Stolarz
Anthony Stolarz (* 20. Januar 1994 in Edison, New Jersey) ist ein US-amerikanischer Eishockeytorwart, der seit Juli 2024 bei den Toronto Maple Leafs aus der National Hockey League unter Vertrag steht. Mit den Florida Panthers gewann er in den Playoffs 2024 den Stanley Cup.

## Karriere
Stolarz spielte während seiner Jugendzeit in New Jersey. Nachdem er zum Ende der Saison 2010/11 das Team der New Jersey Hitmen verlassen musste, schloss er sich den Corpus Christi IceRays aus der North American Hockey League an. Dort konnte er durch eine erfolgreiche Spielzeit die Scouts der National Hockey League auf sich aufmerksam machen, wodurch er bereits in der zweiten Runde des NHL Entry Draft 2012 an 45. Stelle von den Philadelphia Flyers ausgewählt wurde.
Nach dem Jahr in Texas wechselte der Torwart zur Saison 2012/13 mittels eines Stipendiums an die University of Nebraska Omaha, wo er mit dem Eishockeyteam in der Western Collegiate Hockey Association, einer Division im Spielbetrieb der National Collegiate Athletic Association. Bereits nach acht Einsätzen verließ er die Universität aber wieder und schloss sich den London Knights aus der Ontario Hockey League an. Dort sicherte er sich im Verlauf der Saison den Stammplatz im Tor und gewann am Saisonende mit den Knights die Meisterschaft in Form des J. Ross Robertson Cups. Die folgende Spielzeit beendete er mit der besten Fangquote unter allen Torhütern.
Die Philadelphia Flyers hatten den Schlussmann bereits im März 2014 zur Unterschrift unter einen NHL-Einstiegsvertrag. Mit Beginn des Spieljahres 2014/15 setzten sie ihn schließlich in ihrem Farmteam, den Lehigh Valley Phantoms, in der American Hockey League ein, wo er in den folgenden zwei Jahren zunächst ein Gespann mit Rob Zepp und später Jason LaBarbera bildete. Während dieser Zeit wurde er immer wieder als Back-up in den NHL-Kader Philadelphias berufen, kam jedoch nicht zum Einsatz. Erst im Verlauf der Spielzeit 2016/17, die er abermals in der AHL begonnen hatte, wurde er Mitte November 2016 erneut ins NHL-Aufgebot der Flyers berufen. Die langwierige Verletzung von Michal Neuvirth führte schließlich Ende November zu seinem Debüt im Spiel gegen die Calgary Flames.
In der Spielzeit 2018/19 erhielt der US-Amerikaner – abermals durch Verletzungen bedingt – weitere Spielzeit in der NHL, bevor er von den Flyers im Februar 2019 an die Edmonton Oilers abgegeben wurde. Im Gegenzug wechselte Cam Talbot nach Philadelphia. Dort beendete er die Saison und wechselte anschließend als Free Agent zu den Anaheim Ducks. In gleicher Weise schloss er sich im Juli 2023 den Florida Panthers an. In den folgenden Playoffs 2024 zog er mit dem Team ins Finale ein und errang mit einem 4:3-Erfolg über die Edmonton Oilers den ersten Stanley Cup der Franchise-Geschichte. Anschließend wechselte er im Juli 2024, abermals als Free Agent, zu den Toronto Maple Leafs.

### International
Für sein Heimatland nahm Stolarz an der U20-Junioren-Weltmeisterschaft 2014 im schwedischen Malmö teil. Dort war er hinter Jon Gillies zweiter Torwart des US-Teams und kam in einer Partie zum Einsatz, in der er einen Shutout verbuchte. Die US-Amerikaner schlossen das Turnier auf dem fünften Rang ab.
Im Rahmen der Weltmeisterschaft 2021 gab Stolarz sein Debüt für die A-Nationalmannschaft seines Heimatlandes und gewann dort mit ihr die Bronzemedaille. Verletzungsbedingt absolvierte er allerdings nur fünf Minuten im gesamten Turnier.

## Erfolge und Auszeichnungen
- 2013 J.-Ross-Robertson-Cup-Gewinn mit den London Knights
- 2016 Teilnahme am AHL All-Star Classic
- 2021 Bronzemedaille bei der Weltmeisterschaft
- 2024 Stanley-Cup-Gewinn mit den Florida Panthers

## Karrierestatistik
Stand: Ende der Saison 2024/25

### International
Vertrat die USA bei:
- U20-Weltmeisterschaft 2014
- Weltmeisterschaft 2021

(Legende zur Torhüterstatistik: GP oder Sp = Spiele insgesamt; W oder S = Siege; L oder N = Niederlagen; T oder U oder OT = Unentschieden oder Overtime- bzw. Shootout-Niederlage; Min. = Minuten; SOG oder SaT = Schüsse aufs Tor; GA oder GT = Gegentore; SO = Shutouts; GAA oder GTS = Gegentorschnitt; Sv% oder SVS% = Fangquote; EN = Empty Net Goal; 1 Play-downs/Relegation; Kursiv: Statistik nicht vollständig)